# Liebenau (Dolna Saksonia)
Liebenau – miasto (niem. Flecken) w Niemczech w kraju związkowym Dolna Saksonia, w powiecie Nienburg (Weser), wchodzi w skład gminy zbiorowej Weser-Aue. Do 31 października 2021 wchodziła w skład gminy zbiorowej Liebenau, której była zarazem siedzibą asministracyjną.

## Współpraca
Miejscowości partnerskie:
- Liebenau, Austria
- Liebenau, Hesja